# Saxtons River (Vermont)
Saxtons River est un village du Vermont incorporé à Rockingham dans le comté de Windham aux États-Unis.
Depuis plus de 100 ans, il abrite la Vermont Academy. Une grande partie du village est depuis 1986 classée au Registre national des lieux historiques sous le nom Saxtons River Village Historic District.

## Histoire
Il est fondé en 1783 mais ne s'est développé que très lentement. 